# El Rincón, Tepecoacuilco de Trujano
El Rincón är en ort i Mexiko.   Den ligger i kommunen Tepecoacuilco de Trujano och delstaten Guerrero, i den sydöstra delen av landet, 140 km söder om huvudstaden Mexico City. El Rincón ligger 1 013 meter över havet och antalet invånare är 366.
Terrängen runt El Rincón är lite kuperad, och sluttar västerut. Runt El Rincón är det ganska glesbefolkat, med 36 invånare per kvadratkilometer. Närmaste större samhälle är Ciudad de Huitzuco, 13,8 km nordost om El Rincón. I omgivningarna runt El Rincón växer huvudsakligen savannskog.